# Taichi Yamada
Pour les articles homonymes, voir Yamada.
Taichi Yamada (山田 太一, Yamada Taichi), né le 6 juin 1934 à Tokyo et mort le 29 novembre 2023, est un écrivain japonais. Il a commencé sa carrière en tant que scénariste pour la télévision, le cinéma et le théâtre. Il a ensuite écrit des essais et des romans qui ont rencontré un grand succès au Japon.

## Liste des œuvres traduites en français
- 1987 : Présences d'un été (異人たちとの夏), roman traduit par Annick Laurent, Editions Philippe Picquier, 1998 ; Picquier poche, 2006.

## Adaptations
- 1988 : Les Désincarnés, film japonais de Nobuhiko Ōbayashi, d'après Présences d'un été.
- 2023 : Sans jamais nous connaître (All of Us Strangers), film britannique de Andrew Haigh, d'après Présences d'un été.